# Феи (Верчели)
Феи је насеље у Италији у округу Верчели, региону Пијемонт.
Према процени из 2011. у насељу је живело 8 становника. Насеље се налази на надморској висини од 691 м.